# ボルト (部品)

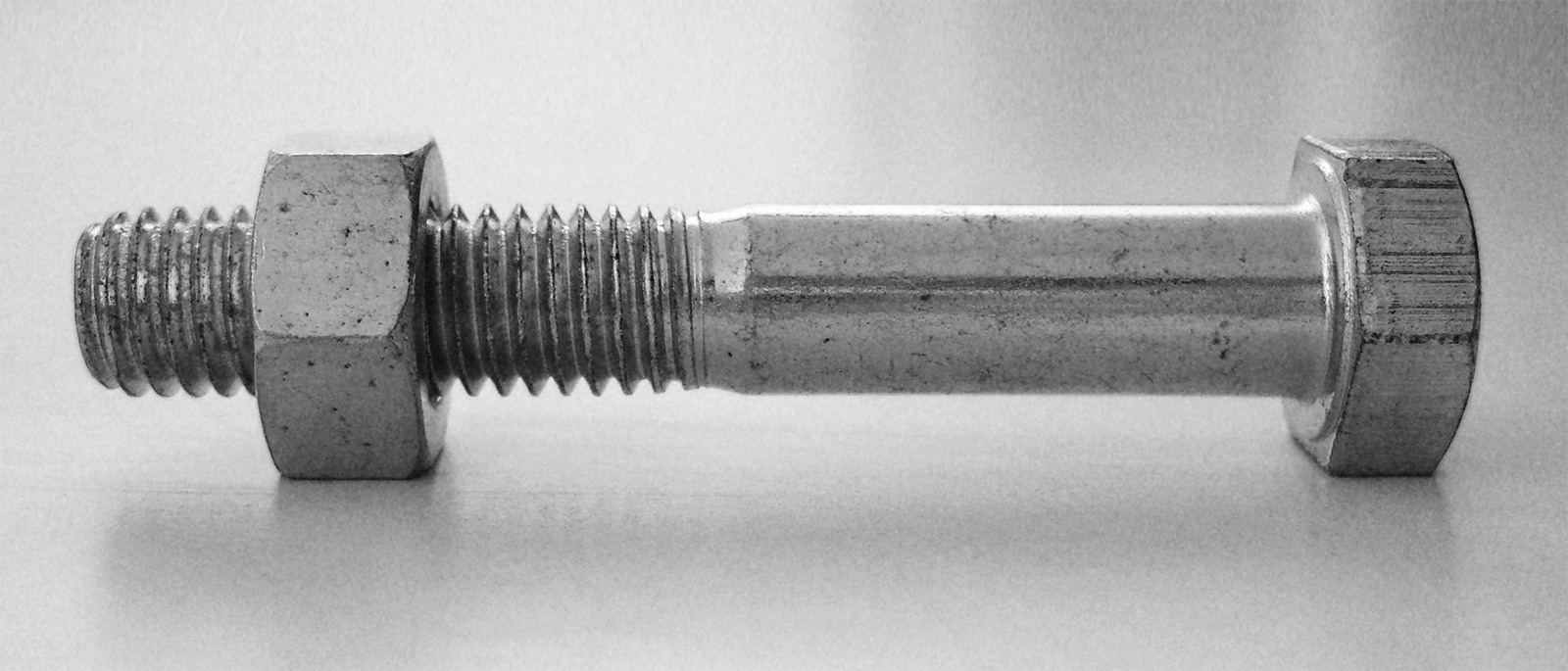
ボルトとナット

ボルト（英: bolt）は、部品と部品を締めつけ固定するための機械要素で、ねじの一つ。雄ねじが切られた軸部と頭部からなり、ナットという機械要素と共に締めたり、雌ねじが切られた穴に締め付けて使用される。
軸部全てにねじが切られたものは、全ねじ（フルスレッド）と呼び、先端部から特定の長さだけねじが切られたものは、半ねじ（中ボルト）と呼ぶ。頭部にセーフティーワイヤ用の穴、ねじ部にコッターピン用の穴をもつものもある。
材質は、鋼・ステンレス・アルミ合金・チタン合金といった合金や樹脂などさまざま。形状、頭部形状も用途により多くの種類がある。
近年、建設業界に於いて中ボルトを「中程度の強度を持つボルト」と解釈するケースが一般的となり、発注時のトラブル等の要因となっている。

## ボルトの種類
六角ボルト
頭部が正六角柱になったボルトで、単にボルトと言うと普通このタイプを指す。六角形の対辺寸法は二面幅と呼ばれ、二面にスパナを掛けて締付けを行う。(JIS B1180)
六角穴付きボルトが「内六角ボルト」と呼ばれることから、普通の六角ボルトを特に示すために「外六角ボルト」と呼ばれることがある。

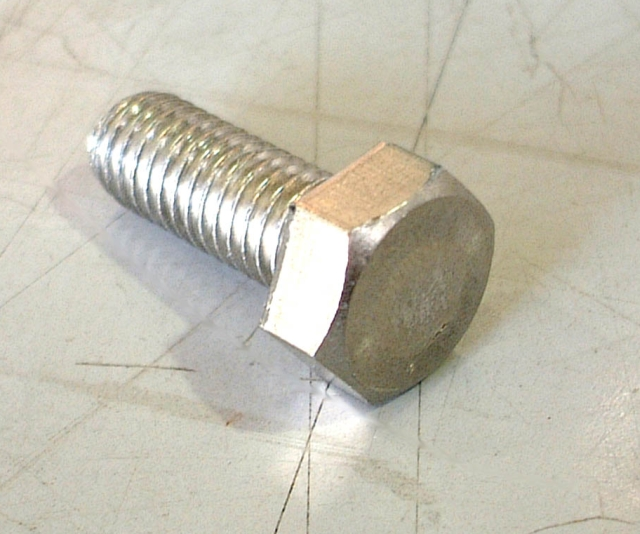
座金組込み六角ボルト
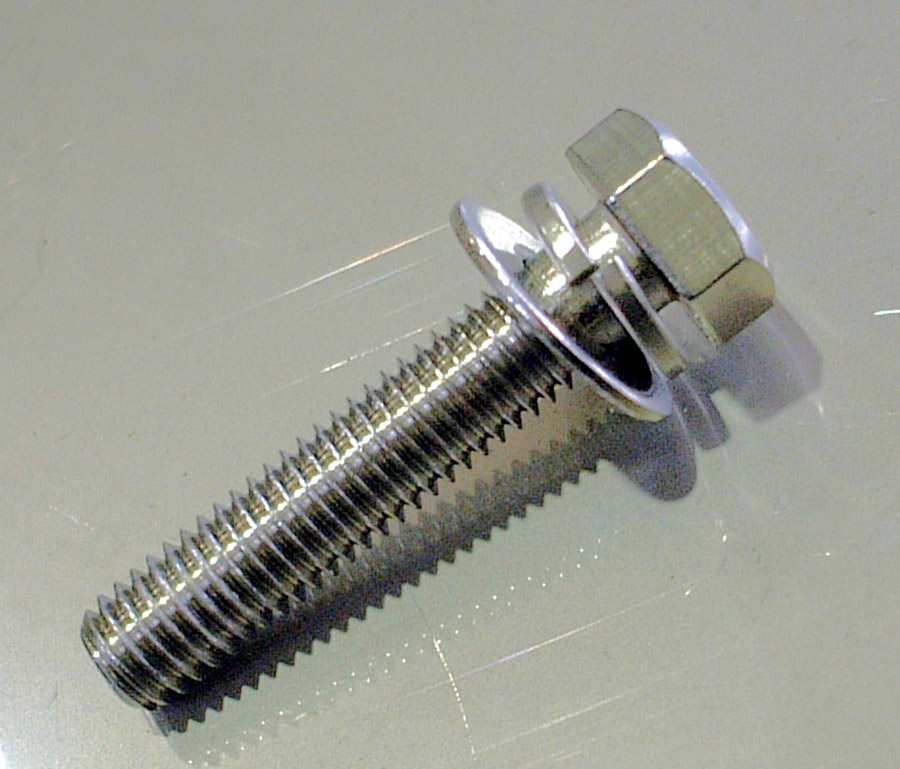
座金組込み六角ボルト
座金（ワッシャー）がついた六角ボルト。座金を組込んでからネジ山を転造するため座金は外れない。(JIS B1187)

六角穴付きボルト

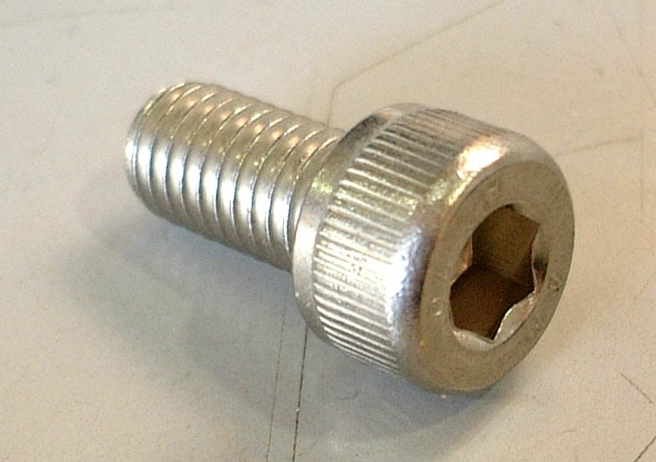
六角穴付ボルト
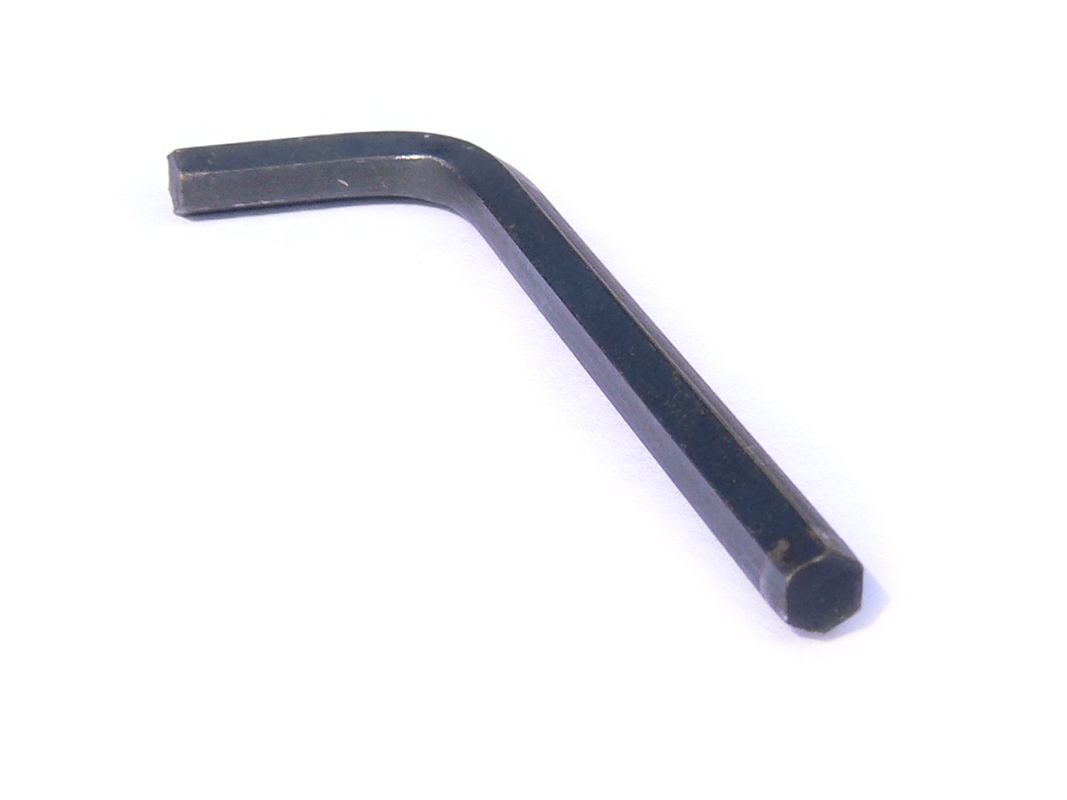
六角棒スパナ

頭部は円柱形で六角形の穴がある。締め付けには六角棒スパナを使用する。高負荷・高トルクが必要な締結部に適用する。また六角ボルトと比べて頭部が小さく座グリ穴に頭部を沈めて使われることも多い。(JIS B1176)
「キャップボルト」や「内六角ボルト」、「ヘックスボルト」などとも呼ばれる。
通常の六角ボルトに比べて頭部が小さくなり、省スペースで見た目もスッキリする。また何かにぶつかった時に回せなくなるリスクが小さい。
- ボタンキャップボルト
頭部の円柱部がボタンのように半球形になった六角穴付ボルト。なべボルトともいう(JIS B1174)

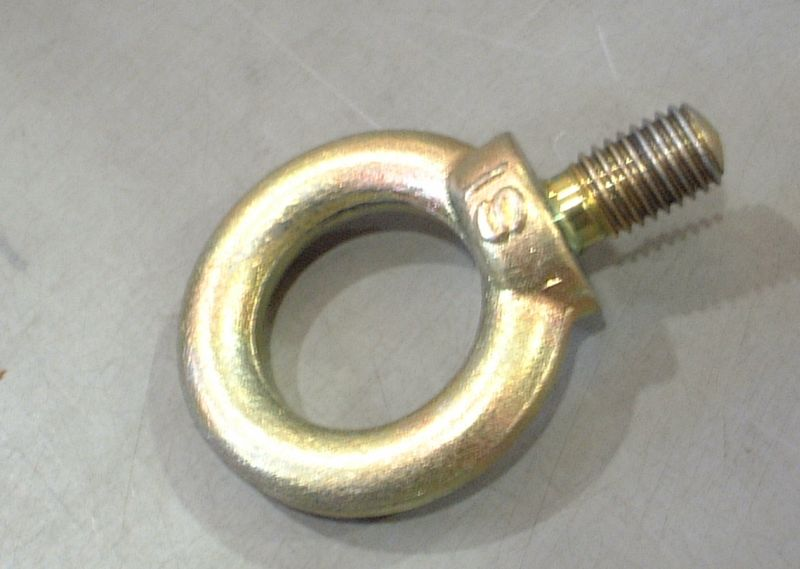
皿キャップボルト
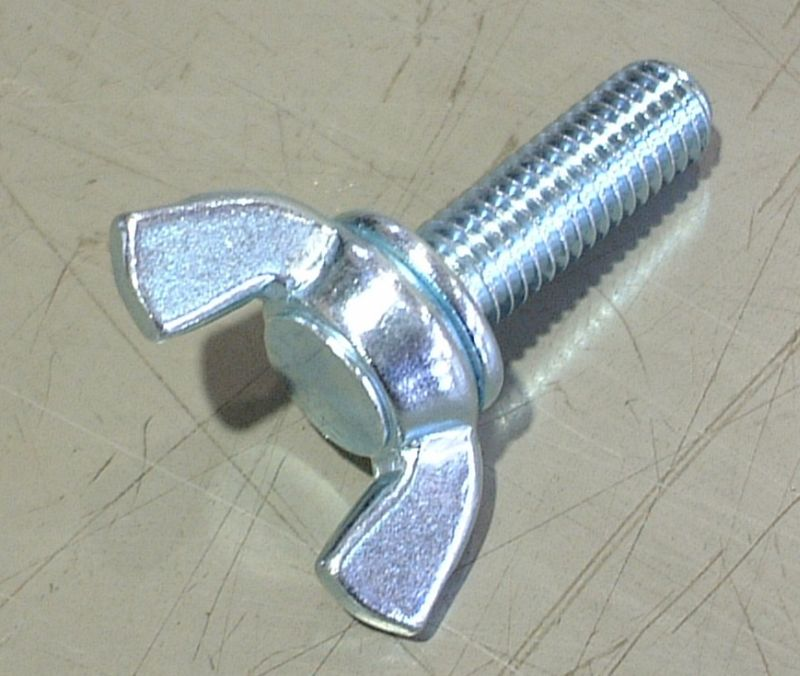
蝶ボルト
頭部が逆円錐台形状となった六角穴付ボルト。ボルト頭部を取付面上に出したくない場合に使われる。

アイボルト
頭部がリングになっているボルトで、輸送等のフックを取り付ける為に使用される。 (JIS B1168)
蝶ボルト
頭部が、蝶の羽のような形状をしており、工具を使用せずに手で締付けや取外しができる形状のボルト。(JIS B1184)
Uボルト
U字型をしており両端にねじが切られている。 主に配管（パイプ）の固定に使用する。(JIS F3022)
アジャストボルト
頭部が床面に接するように、頭部面積が大きくなったボルト。ゴムや樹脂等が張られているものもある。機器の高さ調整や、水平保持のために使用される。
六角穴付止めねじ
頭部がなく、全ねじで、先端形状は丸先・平先・棒先・トガリ先・くぼみ先等がある。軸の面に垂直方向に止める場合に使用する。通称イモネジ。
アンカーボルト
構造部材（木材や鉄骨）あるいは設備機器を固定するために、コンクリートに埋め込み使用する。一度埋め込むと外れないような形状になっている。

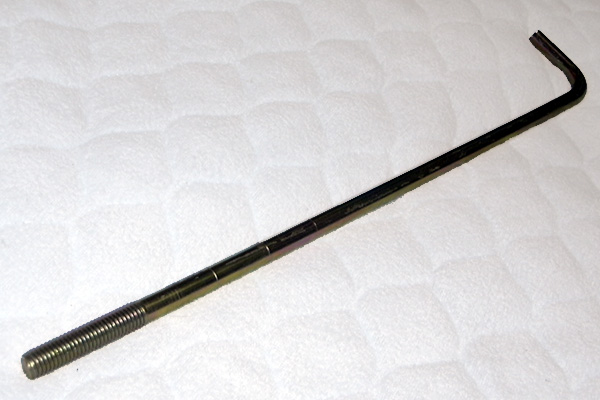
アンカーボルト
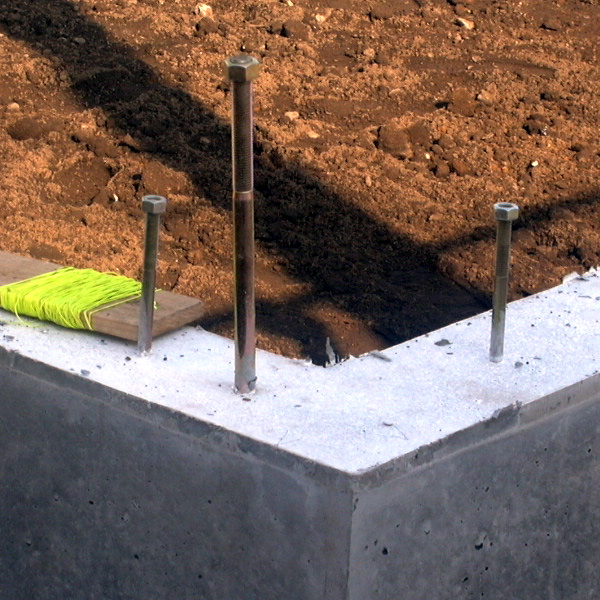
使用例

羽子板ボルト
長いボルトに穴あきプレートが溶接されている。主に木造軸組工法建築物で、梁が脱落するのを防止するために、梁の両端に取り付けられる。M12の六角ボルトを穴に入れて梁に固定する。

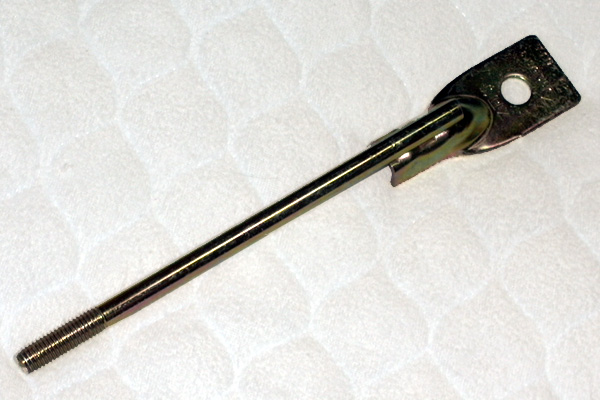
羽子板ボルト
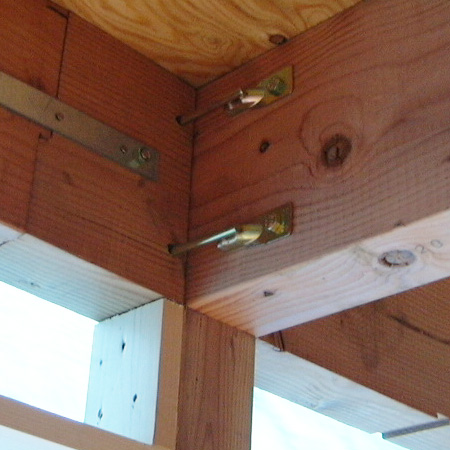
使用例

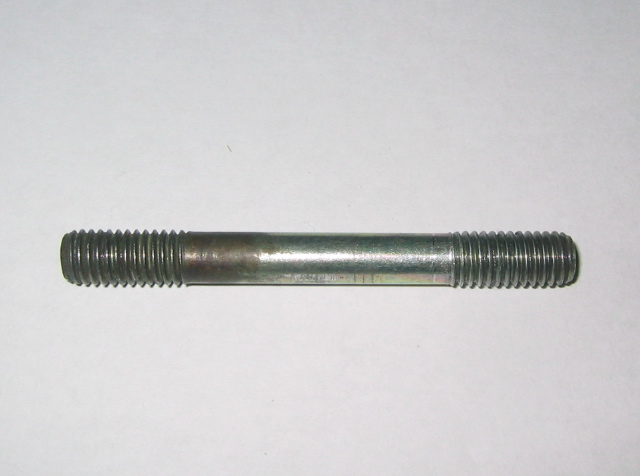
スタッドボルト
頭部がなく、両端、もしくは全ねじ。天井部からの吊り下げなどに使用する長いものや、自動車や自転車のホイールを固定する埋め込み用のものなどがある。
リーマボルト
ボルトの軸部を長く取り、軸部の公差を厳密に管理したボルト。ボルト軸径とほぼ同じ（中間ばめ）大きさかつ平滑に加工した穴に挿入し、高度な位置決めが行える。軸部のすきまがほとんど無いことからボルト軸部へのせん断荷重を担う用途に使用される。

### 高力ボルト
橋梁や建造物で使用される強度の高いボルトである。古い規格の高力ボルト(F13T、F11T)については遅れ破壊(水素脆化)によるボルト脱落などが問題となり、F13Tは導入後間もなく、F11Tは1981年以降に製造中止および使用禁止となった。これらのボルトの使用時期に建設された橋梁については安全性への懸念から2021年現在でも使用状況の調査が行われることがある。
トルシア形高力ボルト
主に構造物や鉄骨建築物に使われる。旧来のJIS規格では無く、日本鋼構造協会と日本道路協会の規格を満たしている。頭部は丸く、ねじ部先端は「ピンテール」と呼ばれ、決められた締め付けトルクに達すると、このピンテールが破断するようになっている。締め付けにはシャーレンチが用いられ、ゆっくり締め付けることで締め付け軸力が安定し、破断によって測定（計測）の必要無しに締付け力の確認が行える。破断の有無により、締め付け忘れの確認も容易に行える。打撃系工具に付き物の施工時の騒音も無い。